# Polonia en los Juegos Paralímpicos de Heidelberg 1972
Polonia estuvo representada en los Juegos Paralímpicos de Heidelberg 1972 por un total de 22 deportistas, 12 hombres y 10 mujeres.

## Medallistas
El equipo paralímpico polaco obtuvo las siguientes medallas:
| Nombre              | Deporte      | Evento                          |
| ------------------- | ------------ | ------------------------------- |
| Oro                 |              |                                 |
| Krystyna Owczarczyk | Atletismo    | Disco 2 femenino                |
| Krystyna Owczarczyk | Atletismo    | Jabalina 2 femenino             |
| Krystyna Owczarczyk | Atletismo    | Peso 2 femenino                 |
| Anna Pogorzelska    | Natación     | 50 m espalda 3 femenino         |
| Anna Pogorzelska    | Natación     | 50 m libre 3 femenino           |
| Alina Wojtowicz     | Natación     | 50 m libre 4 femenino           |
| Barbara Kopycka     | Natación     | 100 m espada 6 femenino         |
| Grażyna Haffke      | Natación     | 100 m libre 5 femenino          |
| Ryszard Machowczyk  | Natación     | 100 m espalda 5 masculino       |
| Ryszard Machowczyk  | Natación     | 150 m estilos 5 masculino       |
| Andrzej Seremak     | Natación     | 50 m braza 3 masculino          |
| Stanisław Mosurek   | Natación     | 50 m espalda 4 masculino        |
| Zenon Sokół         | Natación     | 100 m braza 6 masculino         |
| Equipo              | Natación     | 3 × 100 m estilos 5-6 masculino |
| Plata               |              |                                 |
| Jacek Kowalik       | Atletismo    | Disco 5 masculino               |
| Jacek Kowalik       | Atletismo    | Peso 5 masculino                |
| Grażyna Haffke      | Natación     | 100 m espalda 5 femenino        |
| Grażyna Haffke      | Natación     | 150 m estilos 5 femenino        |
| Barbara Kopycka     | Natación     | 100 m libre 6 femenino          |
| Barbara Kopycka     | Natación     | 150 m estilos 6 femenino        |
| Anna Pogorzelska    | Natación     | 50 m braza 3 femenino           |
| Equipo              | Natación     | 3 × 100 m estilos 5-6 femenino  |
| Andrzej Seremak     | Natación     | 50 m espalda 3 masculino        |
| Andrzej Seremak     | Natación     | 50 m libre 3 masculino          |
| Ryszard Machowczyk  | Natación     | 100 m braza 5 masculino         |
| Equipo              | Natación     | 3 × 50 m estilos 2-4 masculino  |
| Bronce              |              |                                 |
| Helena Ciapała      | Atletismo    | Eslalon 3 femenino              |
| Helena Ciapała      | Atletismo    | Peso 3 femenino                 |
| Krystyna Owczarczyk | Atletismo    | 60 m 2 femenino                 |
| Jerzy Skrzypek      | Atletismo    | Peso 5 masculino                |
| Jan Waś             | Halterofilia | Peso supergallo masculino       |
| Mieczysław Sobczak  | Natación     | 100 m braza 5 masculino         |
| Zenon Sokół         | Natación     | 100 m libre 6 masculino         |